# Draba mingrelica
Draba mingrelica là một loài thực vật có hoa trong họ Cải. Loài này được Schischk. ex Grossh. mô tả khoa học đầu tiên năm 1930.